# Agylla virginea
Agylla virginea är en fjärilsart som beskrevs av William Schaus 1894. Agylla virginea ingår i släktet Agylla och familjen björnspinnare. Inga underarter finns listade i Catalogue of Life.